# 森日菜美
森 日菜美（もり ひなみ、2001年〈平成13年〉3月30日 - ）は、日本の女優、グラビアモデル。
東京都葛飾区出身で、東宝芸能に所属する。
日本大学経済学部産業経営学科卒業、2022年に1年間留年していた。

## 経歴
2001年3月30日、東京都葛飾区内の小松菜農家に生まれる。
2014年に東宝芸能の創立50周年記念オーディションにて合格し、芸能界入り。
2016年、『校庭に東風吹いて』で映画デビュー。
2020年6月18日発売の『週刊ヤングジャンプ』29号で初のグラビア掲載。東宝芸能所属の女優がグラビアアイドルとなるのは初のことだった。同年10月にはファッション誌『ar』のウェブモデルとしてモデルデビュー。同年11月6日発売の『FRIDAY』では人生初の表紙を務めた。
2020年10月12日放送開始の『ハルとアオのお弁当箱』（BSテレ東）で初の連続ドラマレギュラー出演。
2021年5月2日放送の『機界戦隊ゼンカイジャー』第9話よりヒロインのフリント・ゴールドツイカー役として出演。東宝芸能所属女優の戦隊シリーズ出演は初となる。
2022年2月23日、1st写真集『もりだくさん。』が発売。写真集発表後はグラビアを継続しつつ、女優業に重きを置いた活動をしていきたいと今後の展望を述べた。10月8日、幕張メッセで開催されたファッション&音楽イベント『Rakuten GirlsAward 2022 AUTUMN／WINTER』でランウェイを歩いた。

## エピソード
- オーディション受験のきっかけは、自身が通う中学校のパンフレットで表紙を務めた際に撮影が楽しかったこと、同時期に観たドラマ『1リットルの涙』の沢尻エリカの演技に心を打たれ女優の仕事に興味を持ったこと[12][21]。沢口靖子（第1回グランプリ）、長澤まさみ（第5回グランプリ）、上白石萌歌（第7回グランプリ）、上白石萌音（第7回審査員特別賞）、浜辺美波（第7回ニュージェネレーション賞）らをはじめ、東宝芸能所属タレントは東宝「シンデレラ」オーディション出身者が大半であるが、森は同オーディションを経ていない。そのため業界関係者から「シンデレラじゃないの？」と指摘され悔しい思いもしたといい、逆に「シンデレラじゃなくても輝けるぞ！」と実績を示すためにも頑張りたいと語っている[19]。
- 14歳で芸能界へ入り、俳優デビューしたが、両親から課せられた学業と両立する条件を守り、芸能活動を本格始動させたのは高校卒業後だった[12]。高校卒業までは勉学に励む一方で、一線で活躍する同世代の俳優仲間と比較し遅れをとっている焦りがあった[22][21]。
- 当初はグラビアに対する抵抗があったが撮影が進むにつれ徐々に楽しくなっていったといい、インスタグラムのフォロワー数が約10倍に増える反響を得た[22][14]。
- スーパー戦隊シリーズのオーディションは『快盗戦隊ルパンレンジャーVS警察戦隊パトレンジャー』のころから4度受けている[2][3]。東宝芸能所属初のスーパー戦隊シリーズ出演であることを踏まえ、オーディションでは「私も東宝芸能初、いや世界初を目指しています」と発言した[23][24]。オーディションでは「絶対に『フリントが森日菜美で良かった』と思わせます！」と宣言し1年間全身全霊をかけ撮影に臨んだ。撮影終了時に「フリントはあなたにしか演じられなかった」と周囲から言葉をかけられた際に「頑張ってきて良かった」と感じた[19]。『ゼンカイジャー』出演は、多くの人に知ってもらうきっかけとなり、約1年間現場を経験したことにより自信が持てるようになった本作品への出演は森にとってターニングポイントとなった[25]。
- 『ゼンカイジャー』のオーディションでは、スーパー戦隊シリーズを好む兄の影響で、『星獣戦隊ギンガマン』のオープニングの走り方を披露した[3]。
- 『ゼンカイジャー』の監督を務めた田﨑竜太は、『週刊プレイボーイ』のインタビューで、一番の戦隊ヒロインとして森の名を挙げている[3]。

## 人物
- 韓国人とのクォーターで[26]、兄がいる[3]。
- 実家は小松菜を栽培する農家であり、名前の「菜」の字も実家の家業からとられた[4]。幼少期から見ている野菜の知識を極めようと「野菜&果物コンシェルジュ」の資格を取得した[4]。小松菜を食べて育ったため、今のボディーがあると語る[4][27]。
- 『種から植えるTV』出演時、農産物の収穫をするロケの際は、実際に父が使う農具を度々持参した[28][29][30][31]。
- 自身の性格を"明るい"と分析する一方で、思ったことを即座に口に出せないタイプだといい、「あの時言っておけばよかったな」と後悔することもある[15][12]。
- 趣味はボクシング、フィルムカメラ、水泳、スポーツ観戦[1]。特技は野菜の栽培である[1]。英検準2級を所持している[32]。
- 20歳の誕生日の直前に実家を離れ一人暮らしをはじめた[33]。『ゼンカイジャー』収録のため、毎朝午前6時集合の現場へ実家から通うのが困難であったことが理由[34]。
- 食べ物ではお子様ランチやオムライスなど「小さい子が好きな食べ物」を好む[27][15]。特に「お母さんが作った玉子焼き」が1番好む [8][35] 。
- 女優とグラビアを同時にこなしていた吉岡里帆、今田美桜が憧れの存在[27][12][4]。内田理央が醸し出すフェロモンに憧れており、森自身も出せるように内田の写真集を見て研究している[4]。他には女優の綾瀬はるかにも憧れている[27]。目標とする女優像は、バラエティやアクションなど何でもこなす「敷居が低い女優」「親近感のある女優」である[34][24][21]。
- 『ゼンカイジャー』で共演した下園愛弓とはプライベートでも仲が良く、姉のような存在である[3]。

## 出演

### テレビドラマ
- 科捜研の女 Season 16 File.9（2017年1月12日、テレビ朝日）[1]
- 腐女子、うっかりゲイに告る。 第1話・第7話（2020年4月20日・6月1日、NHK総合）[1]
- 竜の道 二つの顔の復讐者 第6話（2020年9月1日、関西テレビ・フジテレビ） - 看護師 役[1]
- 警視庁・捜査一課長2020 最終話（2020年9月3日、テレビ朝日） - 園川梨花 役[1]
- 歴史迷宮からの脱出〜リアル脱出ゲーム×テレビ東京〜 第2話（2020年10月10日、テレビ東京） - 本人役[1]
- ハルとアオのお弁当箱（2020年10月13日 - 12月29日、BSテレ東） - 赤井茜 役
- ネメシス 第4話（2021年5月2日、日本テレビ） - 佐藤菜月 役[36]
- スーパー戦隊シリーズ（テレビ朝日） 
  - 機界戦隊ゼンカイジャー 第9カイ! - 最終カイ!（2021年5月2日 - 2022年2月27日） - フリント・ゴールドツイカー 役[16]
  - 爆上戦隊ブンブンジャー 第36話（2024年11月10日） - 野木秋 役[37]
- ザ・ハイスクール ヒーローズ 第3話・第4話（2021年8月14日・21日、テレビ朝日） - 松倉律子 役[38]
- 全っっっっっ然知らない街を歩いてみたもののSeason2 第2話（2022年3月14日、フジテレビ） - 美容師 役[39]
- 未来への10カウント 最終話（2022年6月9日、テレビ朝日） - 斎田夏帆 役[40]
- 遺留捜査 第9話・最終話（2022年9月8日・15日、テレビ朝日） - 葉月 役[41]
- エルピス-希望、あるいは災い-（2022年10月24日 - 12月26日、関西テレビ・フジテレビ） - 日向愛 役
- 今野敏サスペンス 機捜235×強行犯係 樋口顕 第5話（2023年2月24日、テレビ東京） - 花村萌香 役
- ペンディングトレイン-8時23分、明日 君と 第1話・第6話（2023年4月21日・5月26日、TBS） - 今井百合 役[42]
- 彼のいる生活（2024年4月12日 - 5月31日、TOKYO MX） - 吉田絵里 役[43]
- 連続ドラマ かっこいいスキヤキ 第2話（2024年4月20日、テレビ愛知） - あの子 役
- そんな家族なら捨てちゃえば?（2024年7月19日 - 10月4日、関西テレビ） - 荻野琴葉 役[44]
- 年下彼氏2 episode5「恋のハットトリック」（2024年10月27日、朝日放送テレビ） - ヒロイン・明里 役[45]
- 月曜プレミア8 今野敏サスペンス 警視庁強行犯係 樋口顕「遠火」（2024年11月25日、テレビ東京） - 成島喜香 役[46]
- アイシー〜瞬間記憶捜査・柊班〜 第2話・第3話（2025年1月28日・2月4日、フジテレビ） - 小林梓 役[47][48]
- 失踪人捜索班 消えた真実 第2話・第3話（2025年4月18日・25日、テレビ東京） - 江藤唯 役[49]

### ウェブドラマ
- ツーカイザー×ゴーカイジャー ～ジューンブライドはたぬき味～（2022年6月5日、東映特撮ファンクラブ） - フリント・ゴールドツイカー / ツーカイザー（フリント） 役[50]
- ヨドンナ3 ヨドンナのバレンタイン（2023年3月5日、東映特撮ファンクラブ） - ミコ 役[51]
- Hulu U35クリエイターズ・チャレンジ「はじめてのよあそび」（2023年4月、Hulu） - くるみ先輩 役[52]
- 東京水没!?（2025年2月22日、BS11公式YouTube・TOKYO MX公式YouTube） - 三島渚 役[53]
- TOKYO butterfly NIGHT（2025年4月10日、YouTube 他）[54] - 近藤小夜 役[55]
- 爆上戦隊ブンブンジャー formation lap 始末屋 オブ ギャラクシー（2025年7月13日、東映特撮ファンクラブ） - フリント・ゴールドツイカー 役[56]

### 映画
- 校庭に東風吹いて（2016年9月17日）[1] - 三木ユリ 役
- うさぎ追いし 山極勝三郎物語（2016年12月17日）[1] - 米沢ハツ 役
- こじらせ女子からの卒業（2021年3月30日） - 西野明日香 役
- しあわせのマスカット（2021年5月14日） - 矢島祐美子 役[57][58]
- 恋は光（2022年6月17日） - 春日 役
- 聖☆おにいさん THE MOVIE〜ホーリーメン VS 悪魔軍団〜（2024年12月20日） - 女子ーズ ブルー 役[59]
- アンダーニンジャ（2025年1月24日） - 小津のアシスタント 役[60]

### オリジナルビデオ
- スーパー戦隊シリーズ - フリント・ゴールドツイカー 役
  - 機界戦隊ゼンカイジャーVSキラメイジャーVSセンパイジャー（2022年9月28日、東映ビデオ）[61]
  - 暴太郎戦隊ドンブラザーズVSゼンカイジャー（2023年9月27日、東映ビデオ）[62]

### 舞台
- ヒーローショー50周年記念公演 機界戦隊ゼンカイジャーショーシリーズ第3弾 特別公演「伝説パワー全力全開！聖地を揺るがす大激闘！」（2021年11月27日 - 2022年1月9日　シアターGロッソ） - フリント・ゴールドツイカー 役[63]
- 機界戦隊ゼンカイジャーショーシリーズ第4弾「全開！痛快！まさかの展カイ!!Gロッソ最後の戦い!!」（2022年2月5日 - 3月21日　シアターGロッソ） - フリント・ゴールドツイカー / ツーカイフリント 役
- 機界戦隊ゼンカイジャー ファイナルライブツアー2022（2022年4月17日、アクトシティ浜松大ホール / 4月24日、札幌文化芸術劇場 hitaru / 4月30日・5月1日、日本特殊陶業市民会館フォレストホール / 5月15日、仙台サンプラザホール / 5月21日、広島文化学園HBGホール / 5月22日、福岡サンパレス / 5月28日・29日、オリックス劇場）
- 朗讀劇「極楽牢屋敷 木下半太版四谷怪談」（2023年8月18日、東京・サンシャイン劇場）[64]

### ランウェイ
- GirlsAward
  - Rakuten GirlsAward 2022 AUTUMN/WINTER（2022年10月8日、幕張メッセ）[20]
  - Rakuten GirlsAward 2023 AUTUMN/WINTER（2023年9月30日、幕張メッセ）[65]
- CREATEs presents TGC KITAKYUSHU 2024 by TOKYO GIRLS COLLECTION（2024年10月12日、西日本総合展示場新館）
- SAPPORO COLLECTION 2024 AUTUMN/WINTER（2024年10月14日、グランドメルキュール札幌大通公園）
- SETOLAS Holdings presents TGC KAGAWA 2025 by TOKYO GIRLS COLLECTION（2025年5月6日、あなぶきアリーナ香川）

### バラエティ番組
- 呼び出し先生タナカ（2022年6月5日 - 、フジテレビ） - 不定期出演[32][66][67]
- 種から植えるTV（2022年10月16日・23日・12月11日・18日・2023年4月16日、テレビ東京）[68][28][29][30][31]
- ぐるり東京 江戸散歩（2023年4月1日 - 2024年3月30日、TOKYO MX） - MC
- 森日菜美と青島心の東映特撮ヒロイン旅（2023年7月9日、東映特撮ファンクラブ）[69]
- 趣味の園芸 やさいの時間（2023年7月9日 - 、NHK Eテレ） - メインレギュラー
- あざとくて何が悪いの?（テレビ朝日）
  - あざと連ドラ 第9弾「フツーじゃなくて何が悪いの？」（2023年11月24日 - 2024年2月9日） - あかね 役
- 世界で一番怖い答え（2024年8月12日、フジテレビ） - 石川麻貴 役

### ラジオ
- #メカラジ（2021年1月6日 - 2023年6月27日、アールエフラジオ日本）[70]

### MV
- ビーグルクルー「My HERO」（2021年）[71]
- WurtS「LITTLE DANCER」（2021年）[72]
- 中島ゆうた「かまってちゃん」（2023年）[73]

### 玩具
- 海賊戦隊ゴーカイジャー ゴーカイツイカーユニット（2023年1月） - フリント・ゴールドツイカー 役
- 機界戦隊ゼンカイジャー ギアダリンガー -MEMORIAL EDITION-（2023年7月） - フリント・ゴールドツイカー 役

## 書籍
- The NEW ERA Book Spring & Summer 2021〈シンコー・ミュージック・ムック〉（2021年4月21日、シンコーミュージック）ISBN 978-4401650286
- 機界戦隊ゼンカイジャー キャラクターブック ヨホホン〈TOKYO NEWS MOOK 962号〉（2022年1月26日、東京ニュース通信社）ISBN 978-4867013663

### 写真集
- もりだくさん。（2022年2月23日、講談社、撮影：中山雅文）ISBN 978-4-06-526755-4[18]
- 東京湾岸がーるず写真集 えもなむ（2023年11月8日、講談社）ISBN 978-4-06-533309-9

### フォトブック
- Chicktack（2024年3月30日、光文社）ISBN 978-4334102692

### デジタル写真集
- PROTO STAR vol.1（2020年10月9日、JUPIMAR）ASIN B08KJ8QD2Q
- PROTO STAR vol.2（2021年3月5日、JUPIMAR）ASIN B08XK18JRJ
- PROTO STAR 森日菜美 complete（2021年6月25日、JUPIMAR）ASIN B097D9344W
- CUTE&SEXY（2020年12月21日、講談社）ASIN B08PV541HD
- 海辺のあの子（2020年12月21日、講談社）ASIN B08PV38J6V
- 全力全開！ニューヒロイン（2021年5月10日、小学館）ASIN B094CT9XDZ
- Chicktack（2024年7月19日、光文社）[74]
- Another world（2024年9月14日、講談社）[75]

### カレンダー
- 森日菜美 2023年カレンダー（2022年10月15日、TRY-X）JAN 4968855232426[76]
- 2024年 森日菜美 カレンダー（TRY-X）
- 卓上 森日菜美 2025年カレンダー（2024年12月1日、TRY-X）

## ディスコグラフィ

### 配信シングル
- はろー！NIPPON!!（2023年8月2日、フジパシフィックミュージック） - 東京湾岸がーるず 名義
- サマーナツサマー（2024年7月29日、フジパシフィックミュージック） - 東京湾岸がーるず 名義

### キャラクターソング
| 発売日        | 商品名                                            | 歌 | 楽曲                          | 備考                                             |
| ------------- | ------------------------------------------------- | --- | ----------------------------- | ------------------------------------------------ |
| 2022年2月2日  | 機界戦隊ゼンカイジャー キャラクターソングアルバム | フリント・ゴールドツイカー（森日菜美）、カッタナー・ゴールドツイカー（鈴木崚汰）、リッキー・ゴールドツイカー（松田颯水） | 「ゴールドツイカー☆界賊の掟」 | 特撮テレビドラマ『機界戦隊ゼンカイジャー』関連曲 |
| 2022年2月23日 | 機界戦隊ゼンカイジャー 全曲集 音楽界でも全力全開! | フリント・ゴールドツイカー（森日菜美）、カッタナー・ゴールドツイカー（鈴木崚汰）、リッキー・ゴールドツイカー（松田颯水） | 「ゴールドツイカー☆界賊の掟」 | 特撮テレビドラマ『機界戦隊ゼンカイジャー』関連曲 |